# خان‌آباد، آرتساخ

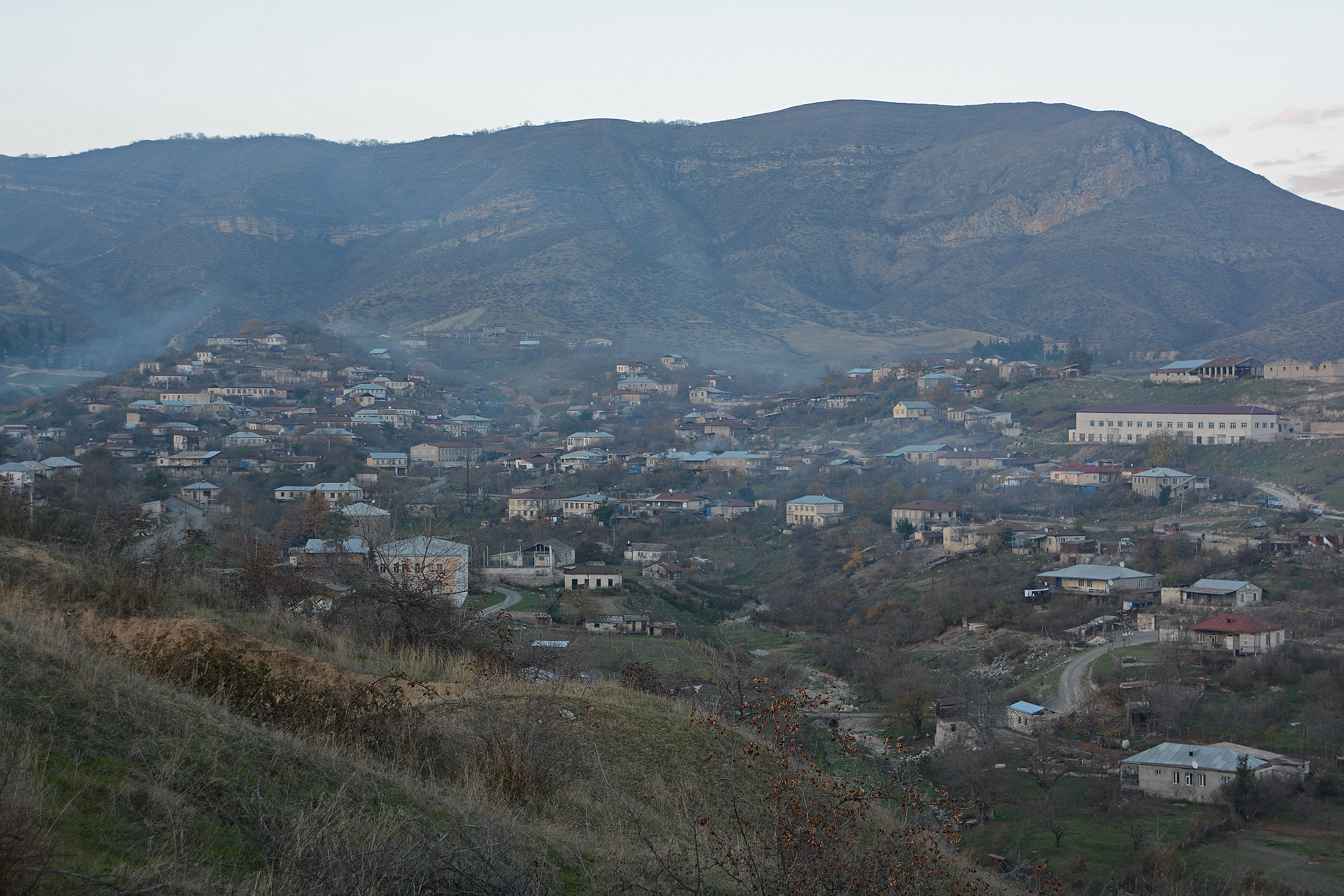
منظره ای از خان آباد ،آرتساخ

خان‌آباد (به ارمنی: Խանաբադ، به لاتین: Xanabad) یک منطقهٔ مسکونی در جمهوری آرتساخ است که در استان آسکران واقع شده‌است. خان‌آباد ۸۲۷ نفر جمعیت دارد.

## نگارخانه

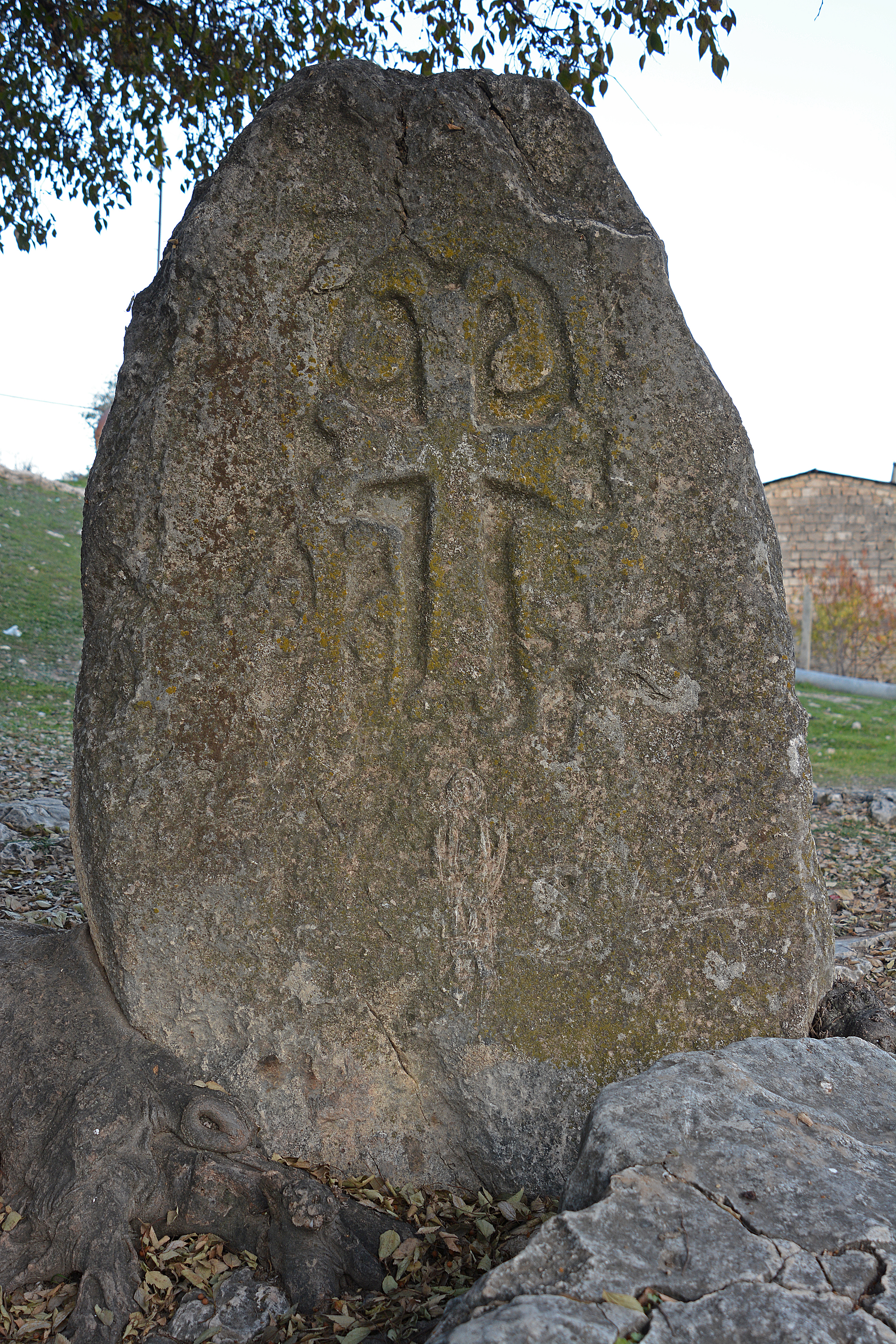
چلیپاسنگ (خاچکار)
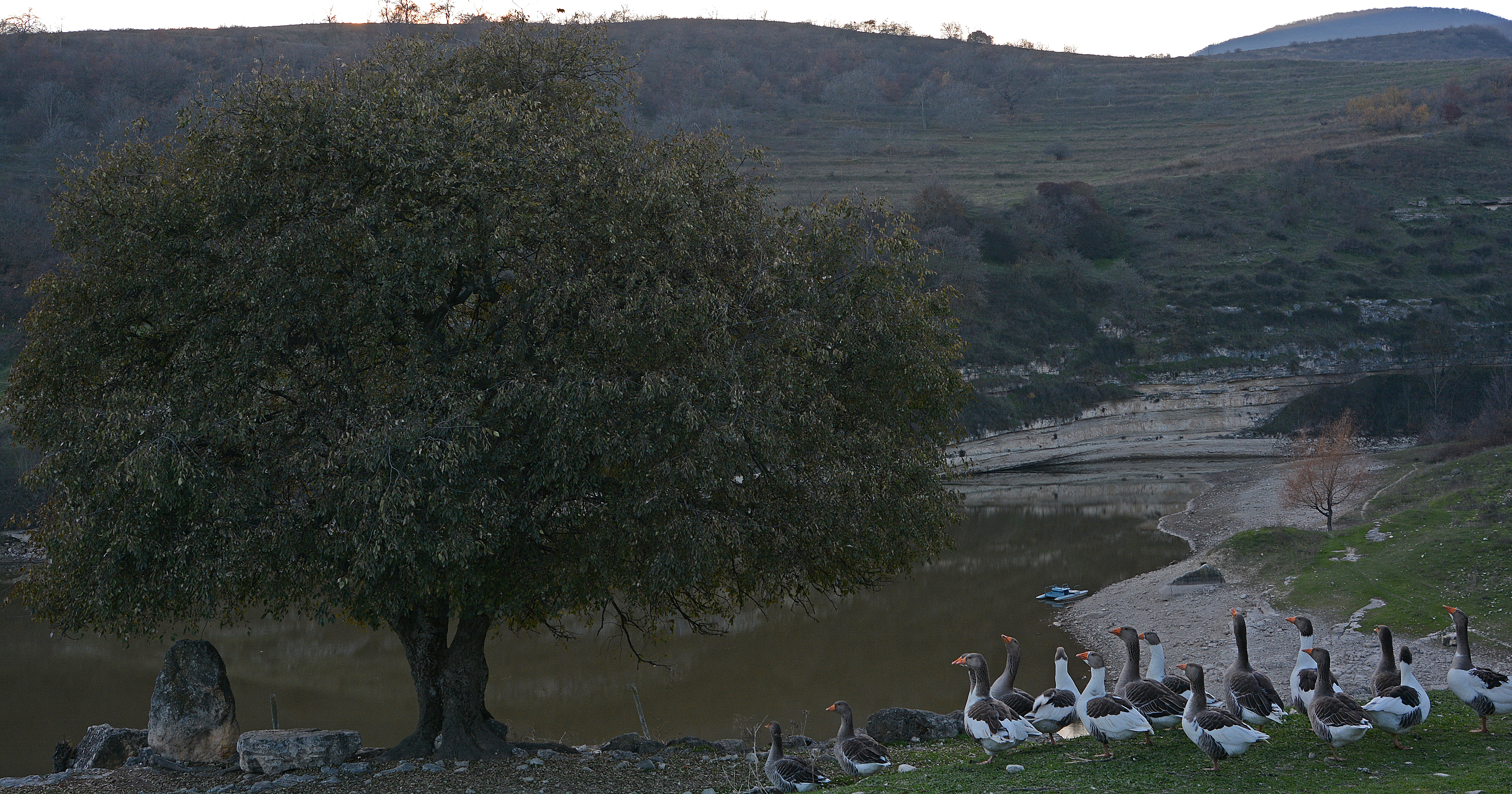
Landscape
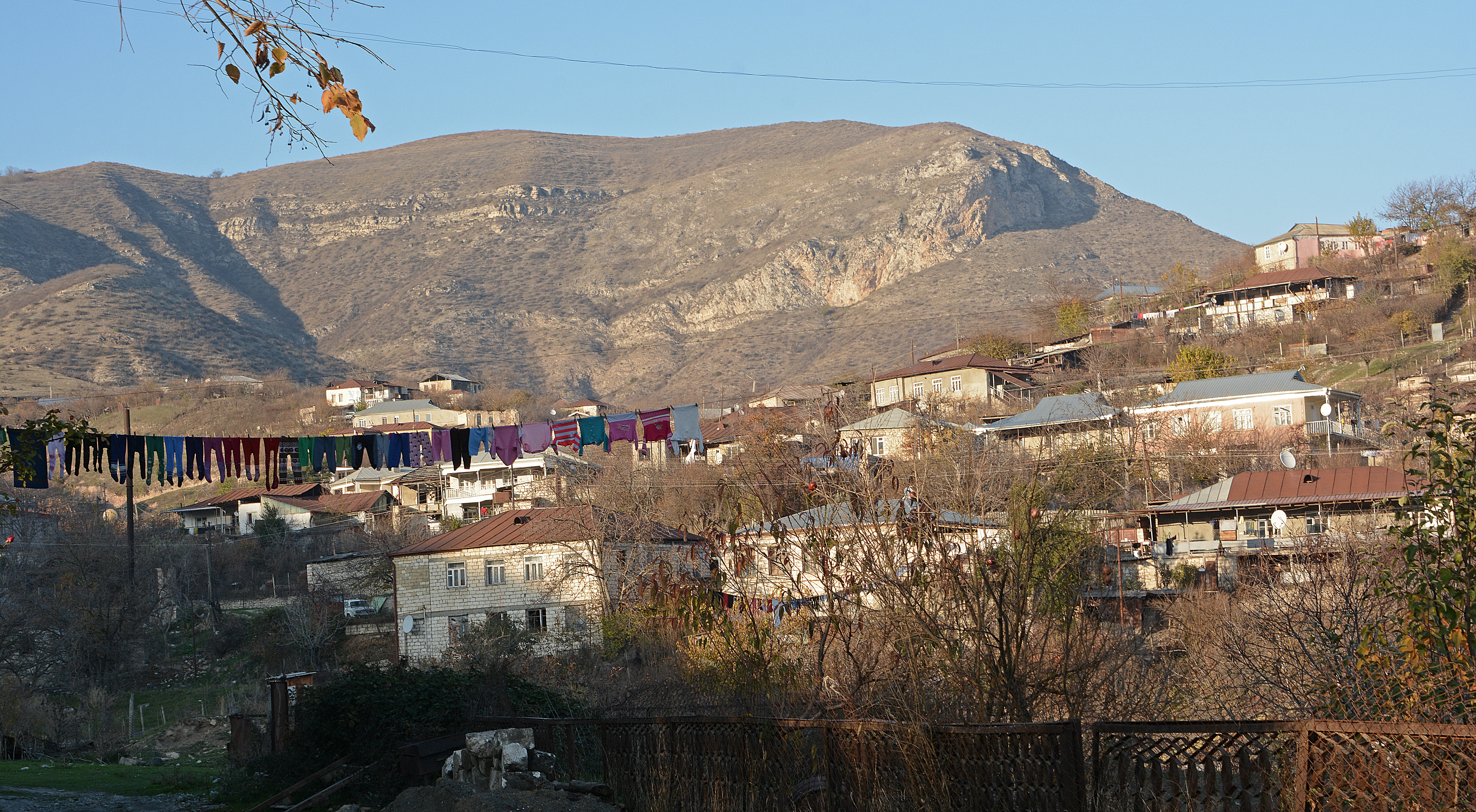
Panorama
Scenery
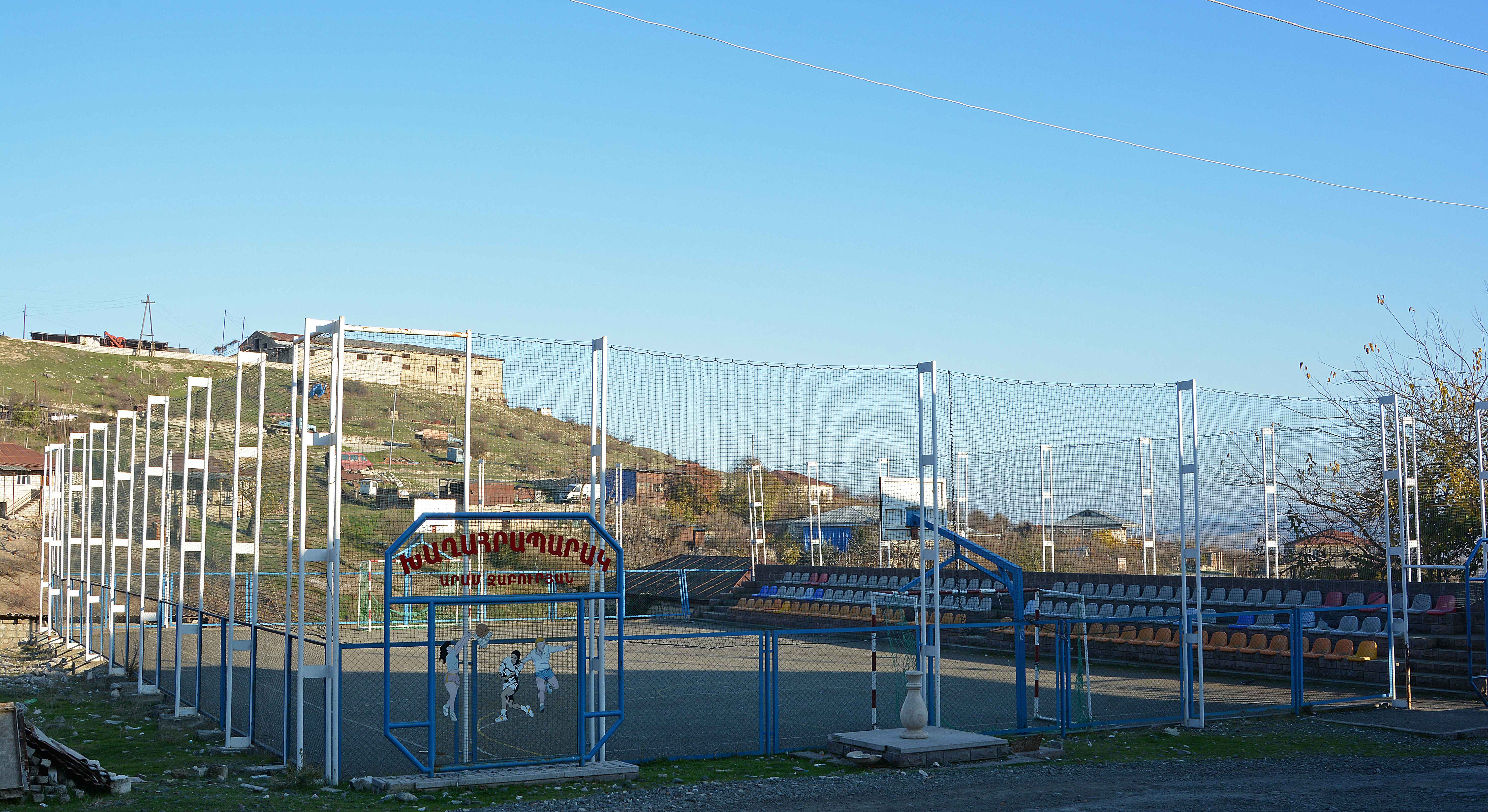
Playground
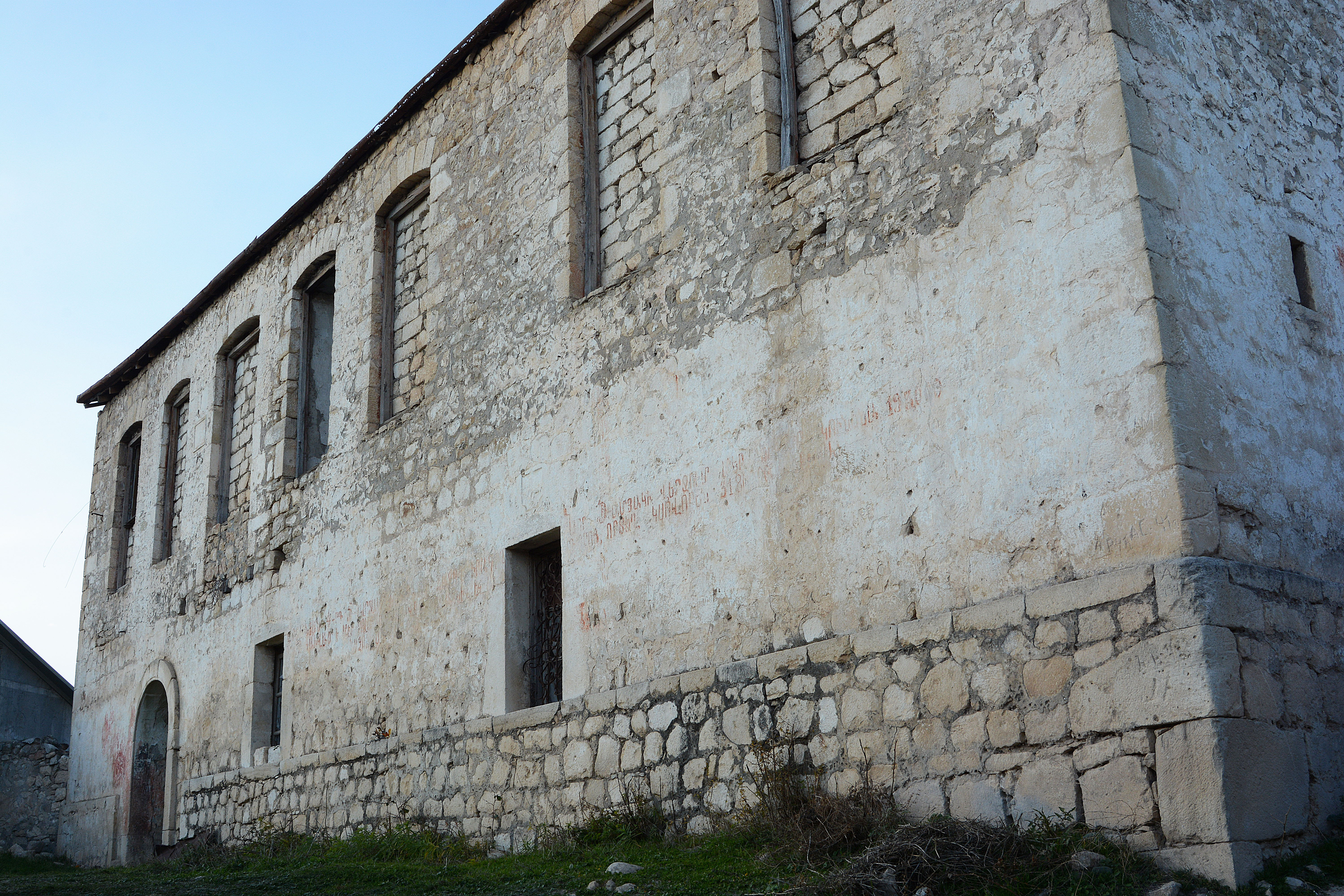
کلیسای خان‌آباد
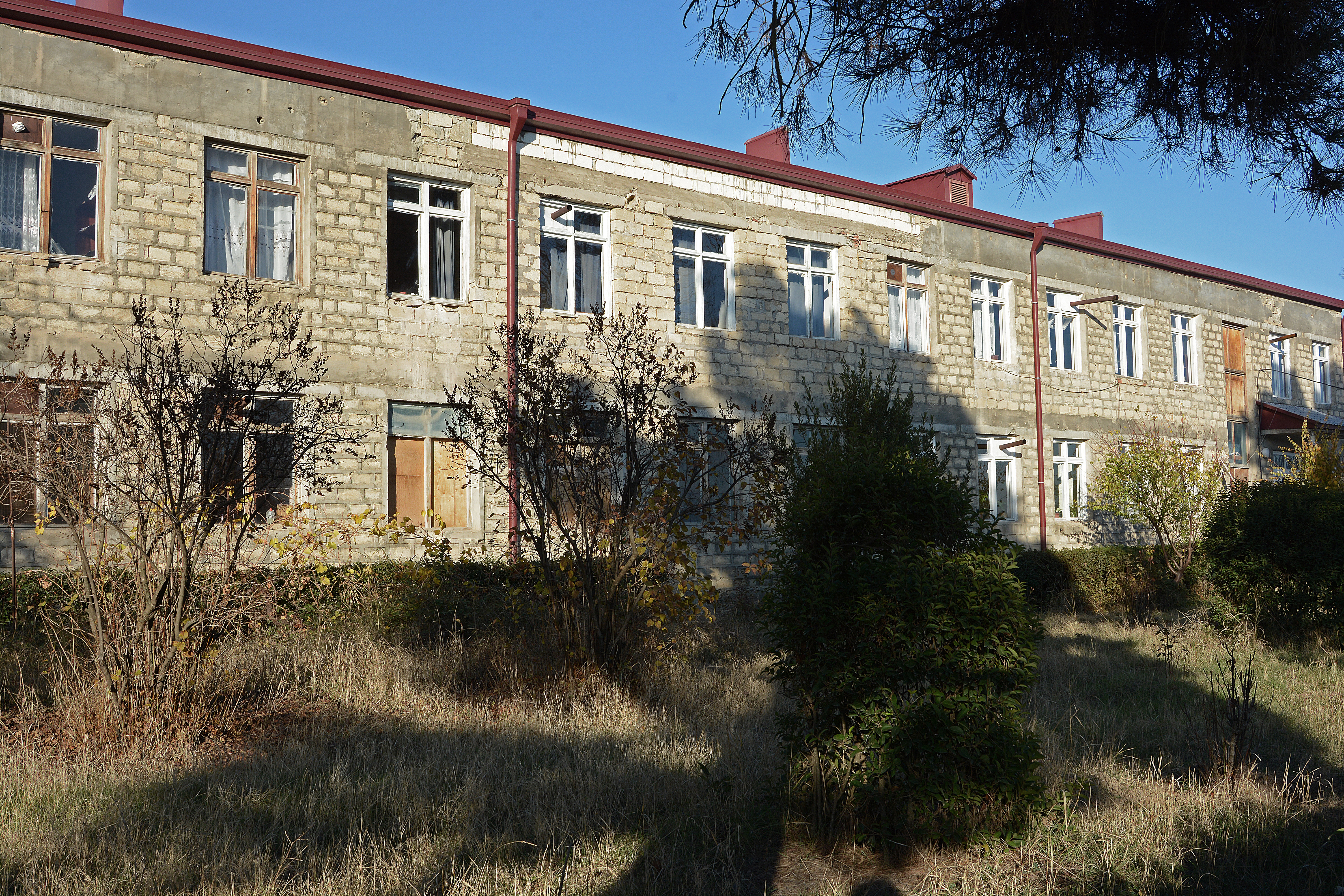
School